# Новотного перекриття
Перекриття́ Новотного — ідея в шаховій композиції. Суть ідеї — 
після пожертви білої фігури на поле перетину ліній дії тури і слона чорних, виникають, як правило, дві загрози мату, які почергово проходять.

## Історія
Цю ідею активно розробляв чеський шаховий композитор Антонін Новотний (22.08.1827 — 09.03.1871), зокрема в 1854 році була опублікована одна з перших його задач з цим задумом.
В рішенні задачі на поле перетину ліній дії тури і слона жертвується фігура іншого кольору, і внаслідок перекриття тури і слона виникають, як правило, дві загрози мату, які почергово проходять, в залежності, яка з фігур буде брати жертовну фігуру.
В честь відкривача цю ідею названо його іменем — перекриття Новотного. Цей задум зацікавив багатьох проблемістів світу, в результаті чого з'явилось ряд форм перекриття Новотного — азербайджанське, англійське, латиське, московське, німецьке, румунське, українське, фінське тощо, існує чорна форма перекриття Новотного і біла форма перекриття Новотного.
|   | a | b | c | d | e | f | g | h |   |
| 8 | b8 чорний кінь · h8 чорна тура · g6 чорний слон · c5 біла тура · b4 білий слон · d4 чорний король · b2 біла тура · d2 білий король · f2 білий кінь · f1 білий кінь | b8 чорний кінь · h8 чорна тура · g6 чорний слон · c5 біла тура · b4 білий слон · d4 чорний король · b2 біла тура · d2 білий король · f2 білий кінь · f1 білий кінь | b8 чорний кінь · h8 чорна тура · g6 чорний слон · c5 біла тура · b4 білий слон · d4 чорний король · b2 біла тура · d2 білий король · f2 білий кінь · f1 білий кінь | b8 чорний кінь · h8 чорна тура · g6 чорний слон · c5 біла тура · b4 білий слон · d4 чорний король · b2 біла тура · d2 білий король · f2 білий кінь · f1 білий кінь | b8 чорний кінь · h8 чорна тура · g6 чорний слон · c5 біла тура · b4 білий слон · d4 чорний король · b2 біла тура · d2 білий король · f2 білий кінь · f1 білий кінь | b8 чорний кінь · h8 чорна тура · g6 чорний слон · c5 біла тура · b4 білий слон · d4 чорний король · b2 біла тура · d2 білий король · f2 білий кінь · f1 білий кінь | b8 чорний кінь · h8 чорна тура · g6 чорний слон · c5 біла тура · b4 білий слон · d4 чорний король · b2 біла тура · d2 білий король · f2 білий кінь · f1 білий кінь | b8 чорний кінь · h8 чорна тура · g6 чорний слон · c5 біла тура · b4 білий слон · d4 чорний король · b2 біла тура · d2 білий король · f2 білий кінь · f1 білий кінь | 8 |
| 7 | b8 чорний кінь · h8 чорна тура · g6 чорний слон · c5 біла тура · b4 білий слон · d4 чорний король · b2 біла тура · d2 білий король · f2 білий кінь · f1 білий кінь | b8 чорний кінь · h8 чорна тура · g6 чорний слон · c5 біла тура · b4 білий слон · d4 чорний король · b2 біла тура · d2 білий король · f2 білий кінь · f1 білий кінь | b8 чорний кінь · h8 чорна тура · g6 чорний слон · c5 біла тура · b4 білий слон · d4 чорний король · b2 біла тура · d2 білий король · f2 білий кінь · f1 білий кінь | b8 чорний кінь · h8 чорна тура · g6 чорний слон · c5 біла тура · b4 білий слон · d4 чорний король · b2 біла тура · d2 білий король · f2 білий кінь · f1 білий кінь | b8 чорний кінь · h8 чорна тура · g6 чорний слон · c5 біла тура · b4 білий слон · d4 чорний король · b2 біла тура · d2 білий король · f2 білий кінь · f1 білий кінь | b8 чорний кінь · h8 чорна тура · g6 чорний слон · c5 біла тура · b4 білий слон · d4 чорний король · b2 біла тура · d2 білий король · f2 білий кінь · f1 білий кінь | b8 чорний кінь · h8 чорна тура · g6 чорний слон · c5 біла тура · b4 білий слон · d4 чорний король · b2 біла тура · d2 білий король · f2 білий кінь · f1 білий кінь | b8 чорний кінь · h8 чорна тура · g6 чорний слон · c5 біла тура · b4 білий слон · d4 чорний король · b2 біла тура · d2 білий король · f2 білий кінь · f1 білий кінь | 7 |
| 6 | b8 чорний кінь · h8 чорна тура · g6 чорний слон · c5 біла тура · b4 білий слон · d4 чорний король · b2 біла тура · d2 білий король · f2 білий кінь · f1 білий кінь | b8 чорний кінь · h8 чорна тура · g6 чорний слон · c5 біла тура · b4 білий слон · d4 чорний король · b2 біла тура · d2 білий король · f2 білий кінь · f1 білий кінь | b8 чорний кінь · h8 чорна тура · g6 чорний слон · c5 біла тура · b4 білий слон · d4 чорний король · b2 біла тура · d2 білий король · f2 білий кінь · f1 білий кінь | b8 чорний кінь · h8 чорна тура · g6 чорний слон · c5 біла тура · b4 білий слон · d4 чорний король · b2 біла тура · d2 білий король · f2 білий кінь · f1 білий кінь | b8 чорний кінь · h8 чорна тура · g6 чорний слон · c5 біла тура · b4 білий слон · d4 чорний король · b2 біла тура · d2 білий король · f2 білий кінь · f1 білий кінь | b8 чорний кінь · h8 чорна тура · g6 чорний слон · c5 біла тура · b4 білий слон · d4 чорний король · b2 біла тура · d2 білий король · f2 білий кінь · f1 білий кінь | b8 чорний кінь · h8 чорна тура · g6 чорний слон · c5 біла тура · b4 білий слон · d4 чорний король · b2 біла тура · d2 білий король · f2 білий кінь · f1 білий кінь | b8 чорний кінь · h8 чорна тура · g6 чорний слон · c5 біла тура · b4 білий слон · d4 чорний король · b2 біла тура · d2 білий король · f2 білий кінь · f1 білий кінь | 6 |
| 5 | b8 чорний кінь · h8 чорна тура · g6 чорний слон · c5 біла тура · b4 білий слон · d4 чорний король · b2 біла тура · d2 білий король · f2 білий кінь · f1 білий кінь | b8 чорний кінь · h8 чорна тура · g6 чорний слон · c5 біла тура · b4 білий слон · d4 чорний король · b2 біла тура · d2 білий король · f2 білий кінь · f1 білий кінь | b8 чорний кінь · h8 чорна тура · g6 чорний слон · c5 біла тура · b4 білий слон · d4 чорний король · b2 біла тура · d2 білий король · f2 білий кінь · f1 білий кінь | b8 чорний кінь · h8 чорна тура · g6 чорний слон · c5 біла тура · b4 білий слон · d4 чорний король · b2 біла тура · d2 білий король · f2 білий кінь · f1 білий кінь | b8 чорний кінь · h8 чорна тура · g6 чорний слон · c5 біла тура · b4 білий слон · d4 чорний король · b2 біла тура · d2 білий король · f2 білий кінь · f1 білий кінь | b8 чорний кінь · h8 чорна тура · g6 чорний слон · c5 біла тура · b4 білий слон · d4 чорний король · b2 біла тура · d2 білий король · f2 білий кінь · f1 білий кінь | b8 чорний кінь · h8 чорна тура · g6 чорний слон · c5 біла тура · b4 білий слон · d4 чорний король · b2 біла тура · d2 білий король · f2 білий кінь · f1 білий кінь | b8 чорний кінь · h8 чорна тура · g6 чорний слон · c5 біла тура · b4 білий слон · d4 чорний король · b2 біла тура · d2 білий король · f2 білий кінь · f1 білий кінь | 5 |
| 4 | b8 чорний кінь · h8 чорна тура · g6 чорний слон · c5 біла тура · b4 білий слон · d4 чорний король · b2 біла тура · d2 білий король · f2 білий кінь · f1 білий кінь | b8 чорний кінь · h8 чорна тура · g6 чорний слон · c5 біла тура · b4 білий слон · d4 чорний король · b2 біла тура · d2 білий король · f2 білий кінь · f1 білий кінь | b8 чорний кінь · h8 чорна тура · g6 чорний слон · c5 біла тура · b4 білий слон · d4 чорний король · b2 біла тура · d2 білий король · f2 білий кінь · f1 білий кінь | b8 чорний кінь · h8 чорна тура · g6 чорний слон · c5 біла тура · b4 білий слон · d4 чорний король · b2 біла тура · d2 білий король · f2 білий кінь · f1 білий кінь | b8 чорний кінь · h8 чорна тура · g6 чорний слон · c5 біла тура · b4 білий слон · d4 чорний король · b2 біла тура · d2 білий король · f2 білий кінь · f1 білий кінь | b8 чорний кінь · h8 чорна тура · g6 чорний слон · c5 біла тура · b4 білий слон · d4 чорний король · b2 біла тура · d2 білий король · f2 білий кінь · f1 білий кінь | b8 чорний кінь · h8 чорна тура · g6 чорний слон · c5 біла тура · b4 білий слон · d4 чорний король · b2 біла тура · d2 білий король · f2 білий кінь · f1 білий кінь | b8 чорний кінь · h8 чорна тура · g6 чорний слон · c5 біла тура · b4 білий слон · d4 чорний король · b2 біла тура · d2 білий король · f2 білий кінь · f1 білий кінь | 4 |
| 3 | b8 чорний кінь · h8 чорна тура · g6 чорний слон · c5 біла тура · b4 білий слон · d4 чорний король · b2 біла тура · d2 білий король · f2 білий кінь · f1 білий кінь | b8 чорний кінь · h8 чорна тура · g6 чорний слон · c5 біла тура · b4 білий слон · d4 чорний король · b2 біла тура · d2 білий король · f2 білий кінь · f1 білий кінь | b8 чорний кінь · h8 чорна тура · g6 чорний слон · c5 біла тура · b4 білий слон · d4 чорний король · b2 біла тура · d2 білий король · f2 білий кінь · f1 білий кінь | b8 чорний кінь · h8 чорна тура · g6 чорний слон · c5 біла тура · b4 білий слон · d4 чорний король · b2 біла тура · d2 білий король · f2 білий кінь · f1 білий кінь | b8 чорний кінь · h8 чорна тура · g6 чорний слон · c5 біла тура · b4 білий слон · d4 чорний король · b2 біла тура · d2 білий король · f2 білий кінь · f1 білий кінь | b8 чорний кінь · h8 чорна тура · g6 чорний слон · c5 біла тура · b4 білий слон · d4 чорний король · b2 біла тура · d2 білий король · f2 білий кінь · f1 білий кінь | b8 чорний кінь · h8 чорна тура · g6 чорний слон · c5 біла тура · b4 білий слон · d4 чорний король · b2 біла тура · d2 білий король · f2 білий кінь · f1 білий кінь | b8 чорний кінь · h8 чорна тура · g6 чорний слон · c5 біла тура · b4 білий слон · d4 чорний король · b2 біла тура · d2 білий король · f2 білий кінь · f1 білий кінь | 3 |
| 2 | b8 чорний кінь · h8 чорна тура · g6 чорний слон · c5 біла тура · b4 білий слон · d4 чорний король · b2 біла тура · d2 білий король · f2 білий кінь · f1 білий кінь | b8 чорний кінь · h8 чорна тура · g6 чорний слон · c5 біла тура · b4 білий слон · d4 чорний король · b2 біла тура · d2 білий король · f2 білий кінь · f1 білий кінь | b8 чорний кінь · h8 чорна тура · g6 чорний слон · c5 біла тура · b4 білий слон · d4 чорний король · b2 біла тура · d2 білий король · f2 білий кінь · f1 білий кінь | b8 чорний кінь · h8 чорна тура · g6 чорний слон · c5 біла тура · b4 білий слон · d4 чорний король · b2 біла тура · d2 білий король · f2 білий кінь · f1 білий кінь | b8 чорний кінь · h8 чорна тура · g6 чорний слон · c5 біла тура · b4 білий слон · d4 чорний король · b2 біла тура · d2 білий король · f2 білий кінь · f1 білий кінь | b8 чорний кінь · h8 чорна тура · g6 чорний слон · c5 біла тура · b4 білий слон · d4 чорний король · b2 біла тура · d2 білий король · f2 білий кінь · f1 білий кінь | b8 чорний кінь · h8 чорна тура · g6 чорний слон · c5 біла тура · b4 білий слон · d4 чорний король · b2 біла тура · d2 білий король · f2 білий кінь · f1 білий кінь | b8 чорний кінь · h8 чорна тура · g6 чорний слон · c5 біла тура · b4 білий слон · d4 чорний король · b2 біла тура · d2 білий король · f2 білий кінь · f1 білий кінь | 2 |
| 1 | b8 чорний кінь · h8 чорна тура · g6 чорний слон · c5 біла тура · b4 білий слон · d4 чорний король · b2 біла тура · d2 білий король · f2 білий кінь · f1 білий кінь | b8 чорний кінь · h8 чорна тура · g6 чорний слон · c5 біла тура · b4 білий слон · d4 чорний король · b2 біла тура · d2 білий король · f2 білий кінь · f1 білий кінь | b8 чорний кінь · h8 чорна тура · g6 чорний слон · c5 біла тура · b4 білий слон · d4 чорний король · b2 біла тура · d2 білий король · f2 білий кінь · f1 білий кінь | b8 чорний кінь · h8 чорна тура · g6 чорний слон · c5 біла тура · b4 білий слон · d4 чорний король · b2 біла тура · d2 білий король · f2 білий кінь · f1 білий кінь | b8 чорний кінь · h8 чорна тура · g6 чорний слон · c5 біла тура · b4 білий слон · d4 чорний король · b2 біла тура · d2 білий король · f2 білий кінь · f1 білий кінь | b8 чорний кінь · h8 чорна тура · g6 чорний слон · c5 біла тура · b4 білий слон · d4 чорний король · b2 біла тура · d2 білий король · f2 білий кінь · f1 білий кінь | b8 чорний кінь · h8 чорна тура · g6 чорний слон · c5 біла тура · b4 білий слон · d4 чорний король · b2 біла тура · d2 білий король · f2 білий кінь · f1 білий кінь | b8 чорний кінь · h8 чорна тура · g6 чорний слон · c5 біла тура · b4 білий слон · d4 чорний король · b2 біла тура · d2 білий король · f2 білий кінь · f1 білий кінь | 1 |
|   | a | b | c | d | e | f | g | h |   |

1. Sg3! ~ 2. Se2#
1. ... Te8 2. Tbc2 L:c2 3. Sfe4! T:e4 4. Sf5#
          3. ...   L:e4 4. Se2#
Це одна з перших задач А.  Новотного. Тут не виникають дві тематичні загрози мату, але після взяття білого коня виникають тематичні мати в результаті взаємного перекриття однієї фігури іншою.
|   | a | b | c | d | e | f | g | h |   |
| 8 | a8 білий король · e8 чорний король · h8 білий слон · b7 біла тура · h7 біла тура · a1 чорний слон · b1 чорна тура | a8 білий король · e8 чорний король · h8 білий слон · b7 біла тура · h7 біла тура · a1 чорний слон · b1 чорна тура | a8 білий король · e8 чорний король · h8 білий слон · b7 біла тура · h7 біла тура · a1 чорний слон · b1 чорна тура | a8 білий король · e8 чорний король · h8 білий слон · b7 біла тура · h7 біла тура · a1 чорний слон · b1 чорна тура | a8 білий король · e8 чорний король · h8 білий слон · b7 біла тура · h7 біла тура · a1 чорний слон · b1 чорна тура | a8 білий король · e8 чорний король · h8 білий слон · b7 біла тура · h7 біла тура · a1 чорний слон · b1 чорна тура | a8 білий король · e8 чорний король · h8 білий слон · b7 біла тура · h7 біла тура · a1 чорний слон · b1 чорна тура | a8 білий король · e8 чорний король · h8 білий слон · b7 біла тура · h7 біла тура · a1 чорний слон · b1 чорна тура | 8 |
| 7 | a8 білий король · e8 чорний король · h8 білий слон · b7 біла тура · h7 біла тура · a1 чорний слон · b1 чорна тура | a8 білий король · e8 чорний король · h8 білий слон · b7 біла тура · h7 біла тура · a1 чорний слон · b1 чорна тура | a8 білий король · e8 чорний король · h8 білий слон · b7 біла тура · h7 біла тура · a1 чорний слон · b1 чорна тура | a8 білий король · e8 чорний король · h8 білий слон · b7 біла тура · h7 біла тура · a1 чорний слон · b1 чорна тура | a8 білий король · e8 чорний король · h8 білий слон · b7 біла тура · h7 біла тура · a1 чорний слон · b1 чорна тура | a8 білий король · e8 чорний король · h8 білий слон · b7 біла тура · h7 біла тура · a1 чорний слон · b1 чорна тура | a8 білий король · e8 чорний король · h8 білий слон · b7 біла тура · h7 біла тура · a1 чорний слон · b1 чорна тура | a8 білий король · e8 чорний король · h8 білий слон · b7 біла тура · h7 біла тура · a1 чорний слон · b1 чорна тура | 7 |
| 6 | a8 білий король · e8 чорний король · h8 білий слон · b7 біла тура · h7 біла тура · a1 чорний слон · b1 чорна тура | a8 білий король · e8 чорний король · h8 білий слон · b7 біла тура · h7 біла тура · a1 чорний слон · b1 чорна тура | a8 білий король · e8 чорний король · h8 білий слон · b7 біла тура · h7 біла тура · a1 чорний слон · b1 чорна тура | a8 білий король · e8 чорний король · h8 білий слон · b7 біла тура · h7 біла тура · a1 чорний слон · b1 чорна тура | a8 білий король · e8 чорний король · h8 білий слон · b7 біла тура · h7 біла тура · a1 чорний слон · b1 чорна тура | a8 білий король · e8 чорний король · h8 білий слон · b7 біла тура · h7 біла тура · a1 чорний слон · b1 чорна тура | a8 білий король · e8 чорний король · h8 білий слон · b7 біла тура · h7 біла тура · a1 чорний слон · b1 чорна тура | a8 білий король · e8 чорний король · h8 білий слон · b7 біла тура · h7 біла тура · a1 чорний слон · b1 чорна тура | 6 |
| 5 | a8 білий король · e8 чорний король · h8 білий слон · b7 біла тура · h7 біла тура · a1 чорний слон · b1 чорна тура | a8 білий король · e8 чорний король · h8 білий слон · b7 біла тура · h7 біла тура · a1 чорний слон · b1 чорна тура | a8 білий король · e8 чорний король · h8 білий слон · b7 біла тура · h7 біла тура · a1 чорний слон · b1 чорна тура | a8 білий король · e8 чорний король · h8 білий слон · b7 біла тура · h7 біла тура · a1 чорний слон · b1 чорна тура | a8 білий король · e8 чорний король · h8 білий слон · b7 біла тура · h7 біла тура · a1 чорний слон · b1 чорна тура | a8 білий король · e8 чорний король · h8 білий слон · b7 біла тура · h7 біла тура · a1 чорний слон · b1 чорна тура | a8 білий король · e8 чорний король · h8 білий слон · b7 біла тура · h7 біла тура · a1 чорний слон · b1 чорна тура | a8 білий король · e8 чорний король · h8 білий слон · b7 біла тура · h7 біла тура · a1 чорний слон · b1 чорна тура | 5 |
| 4 | a8 білий король · e8 чорний король · h8 білий слон · b7 біла тура · h7 біла тура · a1 чорний слон · b1 чорна тура | a8 білий король · e8 чорний король · h8 білий слон · b7 біла тура · h7 біла тура · a1 чорний слон · b1 чорна тура | a8 білий король · e8 чорний король · h8 білий слон · b7 біла тура · h7 біла тура · a1 чорний слон · b1 чорна тура | a8 білий король · e8 чорний король · h8 білий слон · b7 біла тура · h7 біла тура · a1 чорний слон · b1 чорна тура | a8 білий король · e8 чорний король · h8 білий слон · b7 біла тура · h7 біла тура · a1 чорний слон · b1 чорна тура | a8 білий король · e8 чорний король · h8 білий слон · b7 біла тура · h7 біла тура · a1 чорний слон · b1 чорна тура | a8 білий король · e8 чорний король · h8 білий слон · b7 біла тура · h7 біла тура · a1 чорний слон · b1 чорна тура | a8 білий король · e8 чорний король · h8 білий слон · b7 біла тура · h7 біла тура · a1 чорний слон · b1 чорна тура | 4 |
| 3 | a8 білий король · e8 чорний король · h8 білий слон · b7 біла тура · h7 біла тура · a1 чорний слон · b1 чорна тура | a8 білий король · e8 чорний король · h8 білий слон · b7 біла тура · h7 біла тура · a1 чорний слон · b1 чорна тура | a8 білий король · e8 чорний король · h8 білий слон · b7 біла тура · h7 біла тура · a1 чорний слон · b1 чорна тура | a8 білий король · e8 чорний король · h8 білий слон · b7 біла тура · h7 біла тура · a1 чорний слон · b1 чорна тура | a8 білий король · e8 чорний король · h8 білий слон · b7 біла тура · h7 біла тура · a1 чорний слон · b1 чорна тура | a8 білий король · e8 чорний король · h8 білий слон · b7 біла тура · h7 біла тура · a1 чорний слон · b1 чорна тура | a8 білий король · e8 чорний король · h8 білий слон · b7 біла тура · h7 біла тура · a1 чорний слон · b1 чорна тура | a8 білий король · e8 чорний король · h8 білий слон · b7 біла тура · h7 біла тура · a1 чорний слон · b1 чорна тура | 3 |
| 2 | a8 білий король · e8 чорний король · h8 білий слон · b7 біла тура · h7 біла тура · a1 чорний слон · b1 чорна тура | a8 білий король · e8 чорний король · h8 білий слон · b7 біла тура · h7 біла тура · a1 чорний слон · b1 чорна тура | a8 білий король · e8 чорний король · h8 білий слон · b7 біла тура · h7 біла тура · a1 чорний слон · b1 чорна тура | a8 білий король · e8 чорний король · h8 білий слон · b7 біла тура · h7 біла тура · a1 чорний слон · b1 чорна тура | a8 білий король · e8 чорний король · h8 білий слон · b7 біла тура · h7 біла тура · a1 чорний слон · b1 чорна тура | a8 білий король · e8 чорний король · h8 білий слон · b7 біла тура · h7 біла тура · a1 чорний слон · b1 чорна тура | a8 білий король · e8 чорний король · h8 білий слон · b7 біла тура · h7 біла тура · a1 чорний слон · b1 чорна тура | a8 білий король · e8 чорний король · h8 білий слон · b7 біла тура · h7 біла тура · a1 чорний слон · b1 чорна тура | 2 |
| 1 | a8 білий король · e8 чорний король · h8 білий слон · b7 біла тура · h7 біла тура · a1 чорний слон · b1 чорна тура | a8 білий король · e8 чорний король · h8 білий слон · b7 біла тура · h7 біла тура · a1 чорний слон · b1 чорна тура | a8 білий король · e8 чорний король · h8 білий слон · b7 біла тура · h7 біла тура · a1 чорний слон · b1 чорна тура | a8 білий король · e8 чорний король · h8 білий слон · b7 біла тура · h7 біла тура · a1 чорний слон · b1 чорна тура | a8 білий король · e8 чорний король · h8 білий слон · b7 біла тура · h7 біла тура · a1 чорний слон · b1 чорна тура | a8 білий король · e8 чорний король · h8 білий слон · b7 біла тура · h7 біла тура · a1 чорний слон · b1 чорна тура | a8 білий король · e8 чорний король · h8 білий слон · b7 біла тура · h7 біла тура · a1 чорний слон · b1 чорна тура | a8 білий король · e8 чорний король · h8 білий слон · b7 біла тура · h7 біла тура · a1 чорний слон · b1 чорна тура | 1 |
|   | a | b | c | d | e | f | g | h |   |

1. Lb2! ~ 2. Tb8, Th8#
1. ... L:b2  2. Tb8#
1. ... T:b2  2. Th8#
Перекриття Новотного виражено в мініатюрі

## Синтез з іншими темами
|   | a | b | c | d | e | f | g | h |   |
| 8 | a8 чорний король · a7 чорний пішак · h7 чорна тура · a6 білий король · e6 білий кінь · h6 чорний слон · b4 білий ферзь | a8 чорний король · a7 чорний пішак · h7 чорна тура · a6 білий король · e6 білий кінь · h6 чорний слон · b4 білий ферзь | a8 чорний король · a7 чорний пішак · h7 чорна тура · a6 білий король · e6 білий кінь · h6 чорний слон · b4 білий ферзь | a8 чорний король · a7 чорний пішак · h7 чорна тура · a6 білий король · e6 білий кінь · h6 чорний слон · b4 білий ферзь | a8 чорний король · a7 чорний пішак · h7 чорна тура · a6 білий король · e6 білий кінь · h6 чорний слон · b4 білий ферзь | a8 чорний король · a7 чорний пішак · h7 чорна тура · a6 білий король · e6 білий кінь · h6 чорний слон · b4 білий ферзь | a8 чорний король · a7 чорний пішак · h7 чорна тура · a6 білий король · e6 білий кінь · h6 чорний слон · b4 білий ферзь | a8 чорний король · a7 чорний пішак · h7 чорна тура · a6 білий король · e6 білий кінь · h6 чорний слон · b4 білий ферзь | 8 |
| 7 | a8 чорний король · a7 чорний пішак · h7 чорна тура · a6 білий король · e6 білий кінь · h6 чорний слон · b4 білий ферзь | a8 чорний король · a7 чорний пішак · h7 чорна тура · a6 білий король · e6 білий кінь · h6 чорний слон · b4 білий ферзь | a8 чорний король · a7 чорний пішак · h7 чорна тура · a6 білий король · e6 білий кінь · h6 чорний слон · b4 білий ферзь | a8 чорний король · a7 чорний пішак · h7 чорна тура · a6 білий король · e6 білий кінь · h6 чорний слон · b4 білий ферзь | a8 чорний король · a7 чорний пішак · h7 чорна тура · a6 білий король · e6 білий кінь · h6 чорний слон · b4 білий ферзь | a8 чорний король · a7 чорний пішак · h7 чорна тура · a6 білий король · e6 білий кінь · h6 чорний слон · b4 білий ферзь | a8 чорний король · a7 чорний пішак · h7 чорна тура · a6 білий король · e6 білий кінь · h6 чорний слон · b4 білий ферзь | a8 чорний король · a7 чорний пішак · h7 чорна тура · a6 білий король · e6 білий кінь · h6 чорний слон · b4 білий ферзь | 7 |
| 6 | a8 чорний король · a7 чорний пішак · h7 чорна тура · a6 білий король · e6 білий кінь · h6 чорний слон · b4 білий ферзь | a8 чорний король · a7 чорний пішак · h7 чорна тура · a6 білий король · e6 білий кінь · h6 чорний слон · b4 білий ферзь | a8 чорний король · a7 чорний пішак · h7 чорна тура · a6 білий король · e6 білий кінь · h6 чорний слон · b4 білий ферзь | a8 чорний король · a7 чорний пішак · h7 чорна тура · a6 білий король · e6 білий кінь · h6 чорний слон · b4 білий ферзь | a8 чорний король · a7 чорний пішак · h7 чорна тура · a6 білий король · e6 білий кінь · h6 чорний слон · b4 білий ферзь | a8 чорний король · a7 чорний пішак · h7 чорна тура · a6 білий король · e6 білий кінь · h6 чорний слон · b4 білий ферзь | a8 чорний король · a7 чорний пішак · h7 чорна тура · a6 білий король · e6 білий кінь · h6 чорний слон · b4 білий ферзь | a8 чорний король · a7 чорний пішак · h7 чорна тура · a6 білий король · e6 білий кінь · h6 чорний слон · b4 білий ферзь | 6 |
| 5 | a8 чорний король · a7 чорний пішак · h7 чорна тура · a6 білий король · e6 білий кінь · h6 чорний слон · b4 білий ферзь | a8 чорний король · a7 чорний пішак · h7 чорна тура · a6 білий король · e6 білий кінь · h6 чорний слон · b4 білий ферзь | a8 чорний король · a7 чорний пішак · h7 чорна тура · a6 білий король · e6 білий кінь · h6 чорний слон · b4 білий ферзь | a8 чорний король · a7 чорний пішак · h7 чорна тура · a6 білий король · e6 білий кінь · h6 чорний слон · b4 білий ферзь | a8 чорний король · a7 чорний пішак · h7 чорна тура · a6 білий король · e6 білий кінь · h6 чорний слон · b4 білий ферзь | a8 чорний король · a7 чорний пішак · h7 чорна тура · a6 білий король · e6 білий кінь · h6 чорний слон · b4 білий ферзь | a8 чорний король · a7 чорний пішак · h7 чорна тура · a6 білий король · e6 білий кінь · h6 чорний слон · b4 білий ферзь | a8 чорний король · a7 чорний пішак · h7 чорна тура · a6 білий король · e6 білий кінь · h6 чорний слон · b4 білий ферзь | 5 |
| 4 | a8 чорний король · a7 чорний пішак · h7 чорна тура · a6 білий король · e6 білий кінь · h6 чорний слон · b4 білий ферзь | a8 чорний король · a7 чорний пішак · h7 чорна тура · a6 білий король · e6 білий кінь · h6 чорний слон · b4 білий ферзь | a8 чорний король · a7 чорний пішак · h7 чорна тура · a6 білий король · e6 білий кінь · h6 чорний слон · b4 білий ферзь | a8 чорний король · a7 чорний пішак · h7 чорна тура · a6 білий король · e6 білий кінь · h6 чорний слон · b4 білий ферзь | a8 чорний король · a7 чорний пішак · h7 чорна тура · a6 білий король · e6 білий кінь · h6 чорний слон · b4 білий ферзь | a8 чорний король · a7 чорний пішак · h7 чорна тура · a6 білий король · e6 білий кінь · h6 чорний слон · b4 білий ферзь | a8 чорний король · a7 чорний пішак · h7 чорна тура · a6 білий король · e6 білий кінь · h6 чорний слон · b4 білий ферзь | a8 чорний король · a7 чорний пішак · h7 чорна тура · a6 білий король · e6 білий кінь · h6 чорний слон · b4 білий ферзь | 4 |
| 3 | a8 чорний король · a7 чорний пішак · h7 чорна тура · a6 білий король · e6 білий кінь · h6 чорний слон · b4 білий ферзь | a8 чорний король · a7 чорний пішак · h7 чорна тура · a6 білий король · e6 білий кінь · h6 чорний слон · b4 білий ферзь | a8 чорний король · a7 чорний пішак · h7 чорна тура · a6 білий король · e6 білий кінь · h6 чорний слон · b4 білий ферзь | a8 чорний король · a7 чорний пішак · h7 чорна тура · a6 білий король · e6 білий кінь · h6 чорний слон · b4 білий ферзь | a8 чорний король · a7 чорний пішак · h7 чорна тура · a6 білий король · e6 білий кінь · h6 чорний слон · b4 білий ферзь | a8 чорний король · a7 чорний пішак · h7 чорна тура · a6 білий король · e6 білий кінь · h6 чорний слон · b4 білий ферзь | a8 чорний король · a7 чорний пішак · h7 чорна тура · a6 білий король · e6 білий кінь · h6 чорний слон · b4 білий ферзь | a8 чорний король · a7 чорний пішак · h7 чорна тура · a6 білий король · e6 білий кінь · h6 чорний слон · b4 білий ферзь | 3 |
| 2 | a8 чорний король · a7 чорний пішак · h7 чорна тура · a6 білий король · e6 білий кінь · h6 чорний слон · b4 білий ферзь | a8 чорний король · a7 чорний пішак · h7 чорна тура · a6 білий король · e6 білий кінь · h6 чорний слон · b4 білий ферзь | a8 чорний король · a7 чорний пішак · h7 чорна тура · a6 білий король · e6 білий кінь · h6 чорний слон · b4 білий ферзь | a8 чорний король · a7 чорний пішак · h7 чорна тура · a6 білий король · e6 білий кінь · h6 чорний слон · b4 білий ферзь | a8 чорний король · a7 чорний пішак · h7 чорна тура · a6 білий король · e6 білий кінь · h6 чорний слон · b4 білий ферзь | a8 чорний король · a7 чорний пішак · h7 чорна тура · a6 білий король · e6 білий кінь · h6 чорний слон · b4 білий ферзь | a8 чорний король · a7 чорний пішак · h7 чорна тура · a6 білий король · e6 білий кінь · h6 чорний слон · b4 білий ферзь | a8 чорний король · a7 чорний пішак · h7 чорна тура · a6 білий король · e6 білий кінь · h6 чорний слон · b4 білий ферзь | 2 |
| 1 | a8 чорний король · a7 чорний пішак · h7 чорна тура · a6 білий король · e6 білий кінь · h6 чорний слон · b4 білий ферзь | a8 чорний король · a7 чорний пішак · h7 чорна тура · a6 білий король · e6 білий кінь · h6 чорний слон · b4 білий ферзь | a8 чорний король · a7 чорний пішак · h7 чорна тура · a6 білий король · e6 білий кінь · h6 чорний слон · b4 білий ферзь | a8 чорний король · a7 чорний пішак · h7 чорна тура · a6 білий король · e6 білий кінь · h6 чорний слон · b4 білий ферзь | a8 чорний король · a7 чорний пішак · h7 чорна тура · a6 білий король · e6 білий кінь · h6 чорний слон · b4 білий ферзь | a8 чорний король · a7 чорний пішак · h7 чорна тура · a6 білий король · e6 білий кінь · h6 чорний слон · b4 білий ферзь | a8 чорний король · a7 чорний пішак · h7 чорна тура · a6 білий король · e6 білий кінь · h6 чорний слон · b4 білий ферзь | a8 чорний король · a7 чорний пішак · h7 чорна тура · a6 білий король · e6 білий кінь · h6 чорний слон · b4 білий ферзь | 1 |
|   | a | b | c | d | e | f | g | h |   |

1. ... Tg7  2. Df8#
1. ... Lg7  2. Db7#
1. Sg7! ~ 2. Df8, Db7#
1. ... T:g7  2. Df8 #
1. ... L:g7  2. Db7#
В ілюзорній грі проходить перекриття Грімшоу.
В дійсній грі — перекриття Новотного.
Синтез двох ідей виражено в мініатюрі.
Для прикладу поєднання теми Новотного з іншими темами може бути задача, використана в статті по темі Флоріана (Фельдмана)-1  в розділі «Таскове вираження теми».